# Tony Palmer

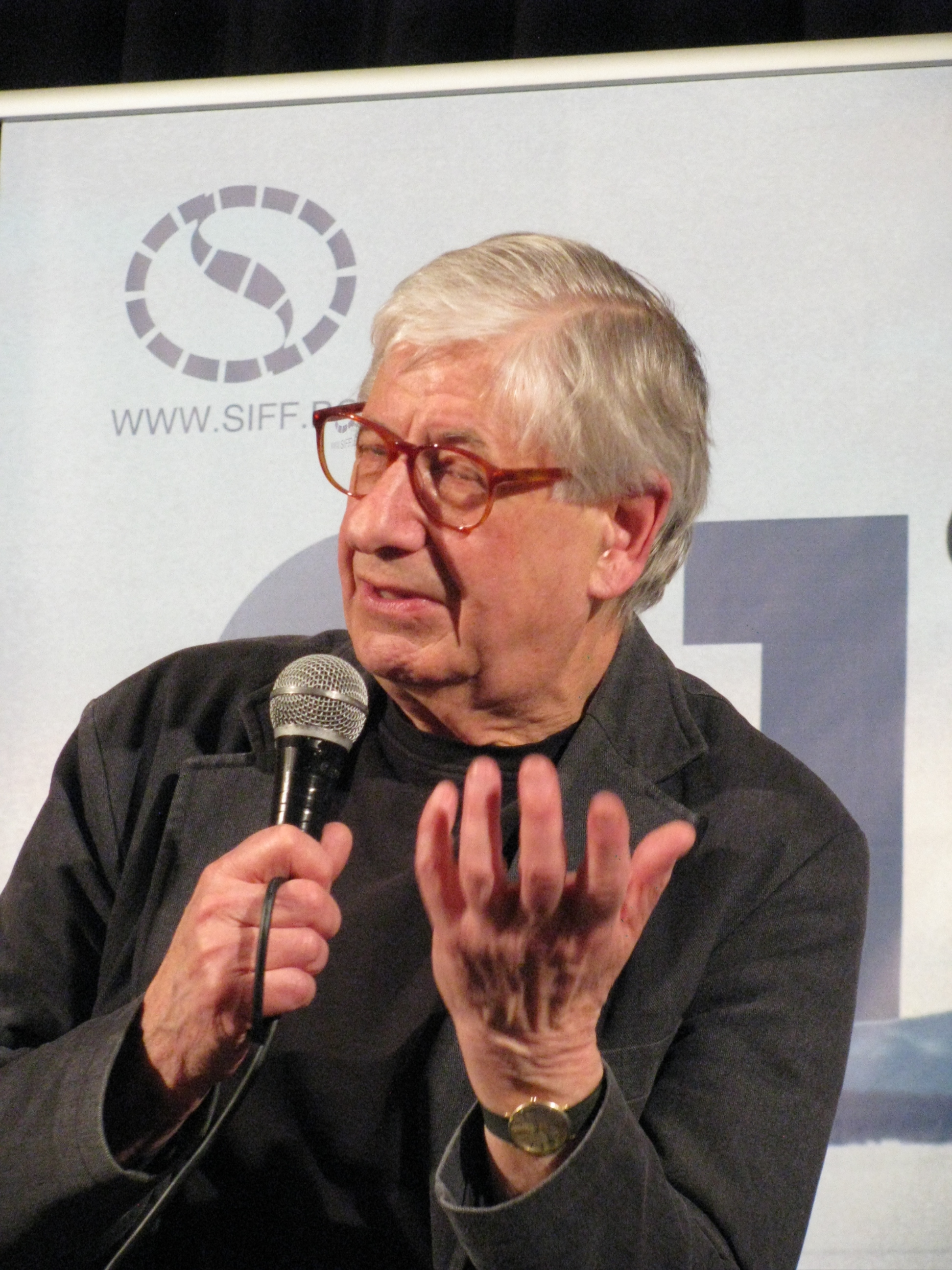
Tony Palmer

Tony Palmer (* 29. August 1941 in London) ist ein britischer Filmregisseur und Schriftsteller. Er wirkte bei mehr als 60 Filmen mit und arbeitete schon früh in den 1960er-Jahren mit Künstlern wie den Beatles, Cream, Jimi Hendrix, oder Frank Zappa zusammen. Später führte er Regie bei Filmen und Filmbiografien über Künstler, Komponisten und Musiker wie z. B. Benjamin Britten, Maria Callas, Plácido Domingo, Violeta Urmana, Margot Fonteyn, Yehudi Menuhin, John Osborne, Sergei Rachmaninow, Dmitri Schostakowitsch, Igor Strawinski, Richard Wagner und Ralph Vaughan Williams. Auch im Theater und an der Oper führte er Regie. Er hat mehrere Bücher veröffentlicht.
Das Ehepaar Tony und Michela Palmer hat drei Kinder. Tony Palmer ist Fellow der Royal Geographical Society und Ehrenbürger von New Orleans sowie Athen.

## Filmographie
- Isadora (als Produzent – Regisseur: Ken Russell) (1966)
- Alice in Wonderland (als Produzent – Regisseur: Jonathan Miller) (1966)
- The Art of Conducting – mit Georg Solti (1966)
- Up the Theatre – mit Judi Dench (1966)
- Conceit (1967)
- Benjamin Britten & his Festival (1967)
- Burning Fiery Furnace (1967)
- Corbusier (1967)
- Twice a Fortnight – mit Terry Jones & Michael Palin (1967)
- All My Loving. Dokumentation (1968)
- Cream 'Farewell Concert'  (1968)
- The World of Peter Sellers (1969)
- How It Is (1969)
- Rope Ladder to the Moon – Jack Bruce (1969)
- Fairport Convention & Colosseum (1970)
- Glad All Over (1970)
- National Youth Theatre – Michael Croft (1970)
- 200 Motels – Frank Zappa (1971)
- Brighton Breezy (1971)
- Mahler 9 – with Leonard Bernstein (1971)
- Ginger Baker in Africa (1971)
- Birmingham (1971)
- The Pursuit of Happiness (1972)
- Bird on a Wire – with Leonard Cohen (1972)
- The World of Liberace (1972)
- The World of Hugh Hefner (1973)
- International Youth Orchestra (1973)
- Rory Gallagher – Irish Tour (1974)
- The World of Miss World (1974)
- Harriet at the Circus / Harriet at Sea / Harriet in a Balloon / Harriet at War / Harriet at the Opera / Harriet at Butlin’s (1974)
- Tangerine Dream  –  live in Coventry Cathedral (1975)
- All You Need is Love (1976–1980)
- The Wigan Casino (1977)
- Biddu (1977)
- The Edinburgh Festival (1977)
- The Mighty Wurlitzer (1978)
- The Edinburgh Festival Revisited (1978)
- The Space Movie – NASA's official 10th anniversary film, music by Mike Oldfield (1979)
- Pride of Place (6 parts) (1979)
- A Time There Was – Porträt von Benjamin Britten (1979)
- First Edition (1980)
- At the Haunted End of the Day – profile of William Walton (1980)
- Death in Venice – Opera von Benjamin Britten (1981)
- Once, at a Border... – Porträt von Stravinsky (1982)
- Wagner – Das Leben und Werk Richard Wagners – von Charles Wood (1983)
- Primal Scream – Art Janov (1984)
- Puccini – mit Virginia McKenna & Robert Stephens (1984)
- God Rot Tunbridge Wells – von John Osborne (1984/5)
- Mozart in Japan – mit Mitsuko Uchida (1986)
- Zeugenaussage – mit Ben Kingsley in der Hauptrolle (1987)
- Maria Callas (1987)
- In From The Cold? – Richard Burton (1988)
- Dvořák in Love? – Julian Lloyd Webber (1988)
- Hindemith – a Pilgrim's Progress – mit John Gielgud (1989)
- The Children – mit Kim Novak in der Hauptrolle, Ben Kingsley, Geraldine Chaplin (1989)
- Menuhin, a Family Story (1990)
- I, Berlioz – mit Corin Redgrave (1992)
- Symphony of Sorrowful Songs – Górecki (1993)
- A Short Film About Loving – mit Peter Sellars (1994)
- O Fortuna – Carl Orff (1995)
- England, my England – Henry Purcell (1995)
- Brahms & The Little Singing Girls (1996)
- Michael Crawford, a true story (1996)
- Hail Bop – Porträt von John Adams (1997)
- Parsifal – mit Domingo, Urmana & Gergiev (1997)
- Rachmaninoff – The Harvest of Sorrow (1998)
- The Kindness of Strangers – André Previn (1998)
- Valentina Igoshina plays Chopin (1999)
- The Strange Case of Delfina Potocka – Chopin, mit Penelope Wilton (1999)
- Foreign Aids – Pieter-Dirk Uys on tour (2001)
- Ladies & Gentlemen, Miss Renée Fleming (2002)
- Hero – The Story of Bobby Moore – Produziert von David Frost (2002)
- Toward the Unknown Region – Malcolm Arnold (2003)
- John Osborne & The Gift of Friendship (2003)
- Ivry Gitlis & The Great Tradition (2004)
- The Adventures of Benjamin Schmid (2005)
- Margot – Margot Fonteyn (2005)
- The Salzburg Festival – A Brief History (2006)
- „O Thou Transcendent …“ – Das Leben von Vaughan Williams (2007)
- Fairport Convention: Maidstone 1970 (2008)
- Nocturne – Britten (2013)

## Bücher
- Tony Palmer: Born Under a Bad Sign. Harper Collins UK, London 1970, ISBN 978-0-7183-0301-3. (englisch)
- Tony Palmer: The Trials of Oz.  Blond and Briggs, London 1971, ISBN 978-0-85634-000-0. (englisch)
- Tony Palmer: electric revolution. Die Inside Story der Pop-Stars. Deutsche Übersetzung durch Klaus Budzinski. Bärmeier & Nikel, Frankfurt am Main 1971.
- Tony Palmer (Hrsg.), Liberace: The Things I Love. Grosset and Dunlap, New York 1976, ISBN 978-0-448-12718-7. (englisch)
- Tony Palmer: All you need is love : the story of popular Music.  Weidenfeld and Nicolson, London 1976, ISBN 978-0-297-77251-4. (englisch)
- Tony Palmer: Charles II – Portrait of an Age. Cassell, London 1979, ISBN 978-0-304-30239-0. (englisch)
- Tony Palmer:  A Life on the Road – Julian Bream. Macdonald, London 1982, ISBN 978-0-356-07880-9. (englisch)
- Tony Palmer: Menuhin : a family portrait. Faber & Faber, London 1991, ISBN  978-0-571-16582-7. (englisch)